# The Big Lad in the Windmill
The Big Lad in the Windmill, musikalbum av gruppen It Bites, utgivet i juli 1986 och albumet är producerat av Alan Shacklock.
Tre singlar gavs ut från albumet; "All in Red", "Calling all the Heroes" och "Whole New World".
Albumet nådde 35:e plats på englandslistan och låg kvar där i 5 veckor.

## Låtlista
1. I got you eating out of my hand
2. All in Red
3. Whole New World
4. Screaming on the beaches
5. Wanna Shout
6. Turn me Loose
7. Cold Tired and Hungry
8. Calling all the Heroes
9. You'll never go to Heaven
10. The Big Lad in the Windmill